# 李文範
李 文範（り ぶんはん）は、中華民国の政治家。中国同盟会、中国国民党（国民政府）に属し、胡漢民の側近でもあった。字は君佩。

## 事績
1900年（光緒26年）、自費で日本に留学する。1905年（光緒31年）、東京で中国同盟会に加入した。1906年（光緒32年・明治39年）6月に法政大学法政速成科第二班を優等生として卒業。なお、同期には同じく優等生として卒業した汪兆銘（汪精衛）の他に胡漢民や古応芬、張一鵬、孫潤宇らがいる。帰国後、公立広東法政学堂で教員兼翻訳（通訳）となった。翌年、広東省同盟会会長となる。清末の同盟会の蜂起にも参加した。
1912年（民国元年）、広東省海軍軍務処秘書長兼都督府参議となる。翌年から袁世凱打倒の活動に従事し、二次革命（第二革命）や護国戦争（第三革命）にも参加した。1920年（民国9年）、フランスに留学している。
1924年（民国13年）9月、広東省政務庁庁長（当時の省長は胡漢民）に任ぜられた。翌年7月、広州国民政府秘書長兼中央委員会政治委員会秘書長となっている。同年9月、胡に随従してソビエト連邦へ視察に向かった。1926年（民国15年）に帰国したが、同年11月、今度はアメリカ合衆国へ党務視察に向かっている。
1927年3月に帰国すると、中国国民党中央執行委員会宣伝委員会主任委員に任命された。翌年6月、広東省政府委員兼民政庁庁長となっている。1928年（民国17年）10月、国民政府立法院立法委員兼秘書長に任ぜられた。翌年3月、国民党第3期中央執行委員に選出され、以後第6期まで継続して同職に選出されている。また第5期からは常務委員にも選出された。1931年（民国20年）12月、内政部長に任命されたが、翌年2月、退いている。1935年（民国24年）、国民政府委員に任ぜられた。
日中戦争（抗日戦争）が勃発すると、国防最高委員会委員に任命されている。1940年（民国29年）11月から党政工作考核委員会主任委員兼党務処主任の他、党務の様々な要職を兼任した。1946年（民国35年）、制憲国民大会代表に当選する。翌年6月、司法院副院長に任ぜられた。1948年（民国37年）、行憲国民大会代表に当選している。
国共内戦で国民党が敗北すると、李文範は台湾に逃れた。以後、国民大会代表、党中央評議委員、党中央規律委員会主任委員、総統府資政などを歴任している。
1953年（民国42年）6月23日、台北市にて病没。享年70（満68歳）。

## 注
1. ↑  法政大学中国研究会編(1949)、23頁。
2. ↑  法政大学大学史資料委員会編(1988)、145頁。